# Colle di Cristo Re

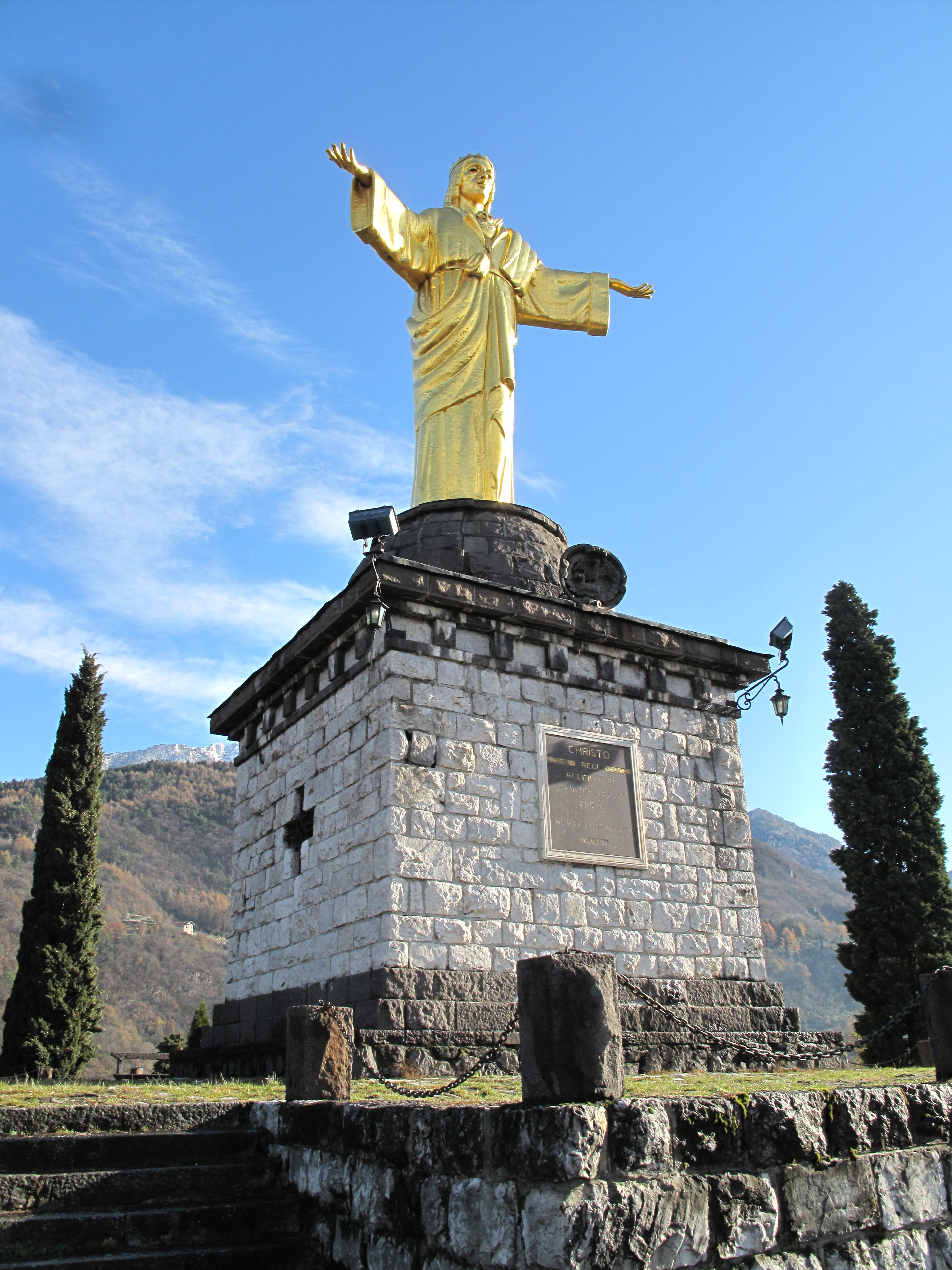
Statua di Cristo Re (Timo Bortolotti - 1930)

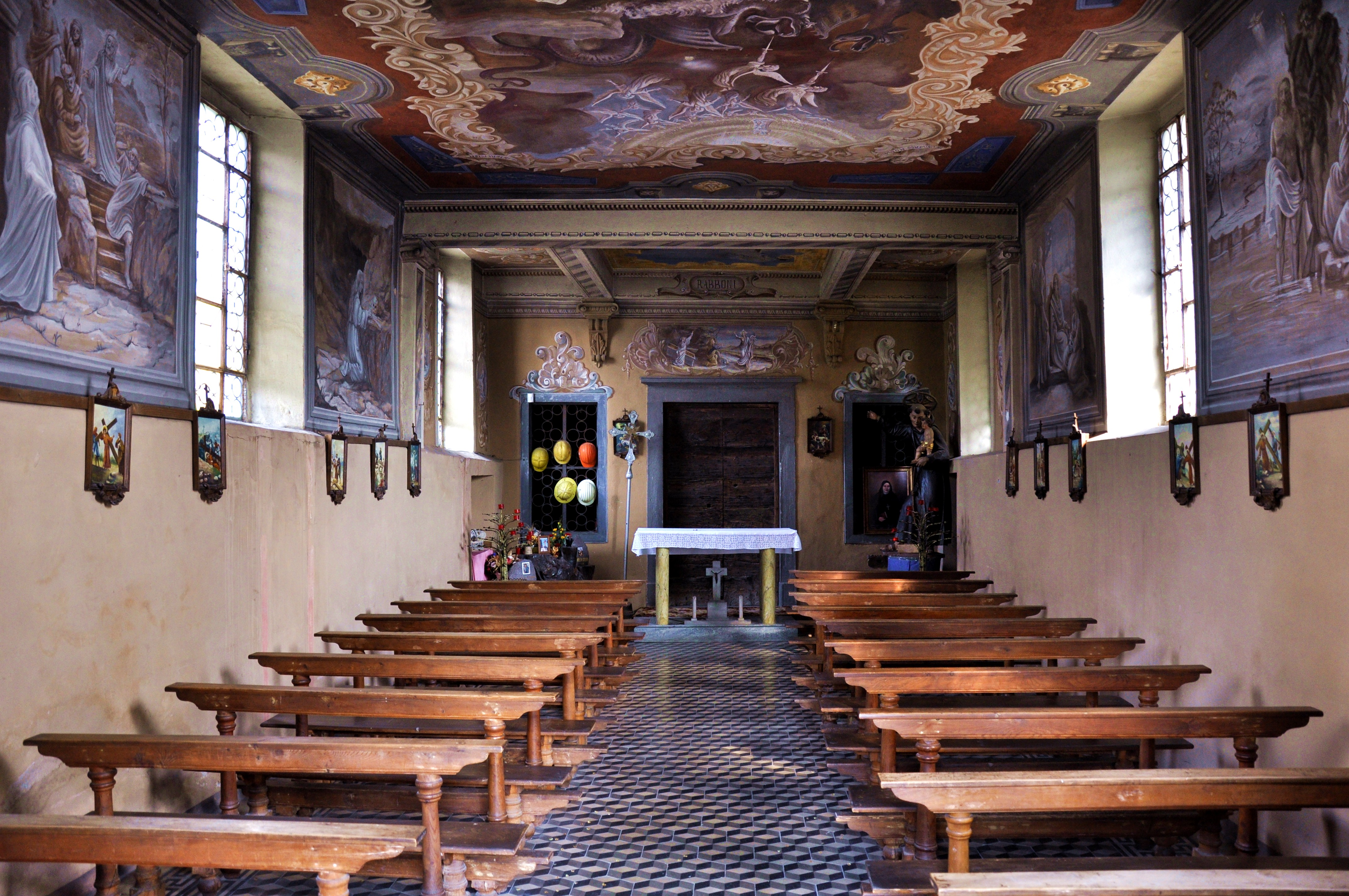
Interno cappella di Santa Maddalena

Il Colle di Cristo Re, o complesso di Santa Maria Maddalena, sorge in Val Camonica, nel comune di Bienno.
Le due cappelle presenti, denominate di Santa Marta (inferiore) e della Maddalena (superiore), con annessa abitazione degli eremiti, sarebbero sorte alla fine del XIII-XIV secolo. 
Nel 1516 furono realizzati gli affreschi che decorano la volta a crociera della cappella inferiore, attribuiti a Paolo da Caylina il Vecchio, mentre di autore ignoto sono i dipinti (1575) sulla parete frontale della cappella della Maddalena.
Probabilmente successive alla visita di San Carlo Borromeo (1580) sono la sagrestia e la grotta del Sepolcro, dove è collocato un gruppo di statue lignee scolpite nel 1612 da Beniamino Simoni.
Nel 1930, in occasione della posa della statua di Cristo Re (opera di Timo Bortolotti), si decise di prolungare la cappella della Maddalena e di costruire l'attuale facciata in pietra ornata da un rosone centrale e da sei colonne con capitelli corinzi provenienti dai ruderi del convento di San Pietro in Barberino (sec. XIII), oggi Eremo di Bienno.
Si segnala ancora nel 1931 l'erezione del maestoso Cristo Re presso la collina della Maddalena a Bienno, che dorato domina la bassa valle.